# Seres Mária
Seres Mária (Nyíregyháza, 1966−) magyar politikus, aki magánszemélyként népszavazási kezdeményezést adott be az országgyűlési képviselők számla nélküli költségtérítésének megszüntetéséről. 2009. február 10-ére Seres több, mint 200 000 aláírást gyűjtött össze. A Civil Mozgalom elnöke, az SMS (Seres Mária Szövetségesei) választási szervezet névadója és kampányarca. 2020 júliusában különösen nagy értékű költségvetési csalás miatt emelt vádat ellene és férje ellen a Szabolcs-Szatmár-Bereg Megyei Főügyészség, a 2014-es országgyűlési választások során, az SMS és más kamupártok kampányához kapott 117 millió forintnyi állami kampánytámogatás jogszerűtlen felhasználásának vádjával. 2022-ben férjével újra feltűnt a Gődény György-féle Normális Élet Pártja jelöltjei között.

## A népszavazási kezdeményezés
2008 októberében népszavazási kezdeményezést indított az alábbi kérdéssel: „Egyetért-e Ön azzal, hogy az országgyűlési
képviselőknek csak a bizonylattal alátámasztott elszámolható kiadásai után járhat költségtérítés?” A kezdeményezés sikeres volt és az Országgyűlés először el is rendelte annak megtartását.
A népszavazásra mégsem került sor, mert a parlamenti pártok 2009 nyarán úgy változtatták meg a törvényt, hogy átírták az elnevezést és közben megemelték a juttatásokat: a képviselők azóta már nem költségtérítést, hanem „választókerületi pótlékot” és lakhatási támogatást kaptak. Az Alkotmánybíróság ezt követően azt mondta ki, hogy a népszavazás nem tartható meg, így a népszavazást okafogyottsága miatt nem tűzték ki.
2011-ben Seres Mária ismét népszavazást akart indítani a kérdésben úgy, hogy a parlamenti képviselők által egyhangúlag elfogadott törvényhez hasonlóan ő is kicserélte a fogalmat. Az Országos Választási Bizottság hitelesítette is az aláírásgyűjtő íveket, de egy ismeretlen személy megtámadta a kezdeményezést az Alkotmánybíróságon, amely utólag érvénytelenítette az OVB döntését, és a népszavazási kiírást alkotmányellenesnek minősítette.

## Civil Mozgalom
Seres Mária 2009 tavaszán a támogatóival mozgalmat alapított Civil Mozgalom (CM) néven, amely a 2010-es országgyűlési választásokra országos listát állított, ahol 0,9%-os eredménnyel a parlamenten kívüli legnagyobb erővé váltak. A 2010-es önkormányzati választáson ezt a pozíciót tovább erősítették, és a megszerzett mandátumok alapján már az LMP eredményét is megközelítették. Seres Mária pályafutását polgármesterként folytathatta Mátraverebélyen.
A CM a 2014-es országgyűlési választásokon nem indult önálló szervezetként. 2014 januárjában Seres Mária bejelentette, hogy felkérésre az SMS – Seres Mária Szövetségesei nevű szervezet színében indul, de független jelöltként a választáson.

## Polgármesterség
A 2010-es önkormányzati választáson a Nógrád megyei Mátraverebély polgármestere lett, a Civil Mozgalom színeiben. A 2000 fős falu a leghátrányosabb kistérségek egyikében található, az aktív korú lakosság több mint fele munkanélküli.
A falu ezután többször is az országos hírekbe került, mivel szokatlan módszereket alkalmaztak a szegénységből való kitörésre és az értékteremtő közfoglalkoztatásra. Például sörös dobozokból napkollektort építettek, szobabicikliből pedig áramfejlesztő gépet, de jobb agyféltekés rajztanfolyamot is indítottak. Máskor házszámtáblát készítettek a közmunkások, melyeket sok egyéb kézműves termékkel együtt a település érdekében értékesíteni igyekeztek.
2012 novemberében Mátraverebély a Települési Önkormányzatok Országos Szövetsége Legjobb Önkormányzati Gyakorlatok pályázatának első helyezettje lett. 2013 októberében szintén első díjat nyertek a Legjobb Önkormányzati Gyakorlatok Helyi Esélyegyenlőségi program kategóriában.
2013-ban a Territoria Innovációs Díj „személy” kategóriájának díjazottja Seres Mária lett. 2013 áprilisában alapítója a Települési Önkormányzatok Országos Szövetsége Innovatív Önkormányzatok Klubjának.
A 2014-es önkormányzati választáson is elindult, de alulmaradt Nagy Attila független jelölttel szemben (aki korábban már több cikluson át vezette a települést, akkor még szocialista színekben).

## SMS
A 2014-es országgyűlési választásokra civil személyek alapították meg a Seres Mária Szövetségesei (SMS) nevű mozgalmat, melynek listavezetésére Seres Máriát kérték fel. A párt 67 egyéni képviselőjelölttel és országos listával indult a 2014-es választáson, de még a 0,5%-ot sem érték el, csakúgy, mint a következő hónapban tartott európai parlamenti választáson.

### Az SMS és a 2014-es európai parlamenti választási kampány
A 2014. április 6-i országgyűlési választás után néhány nappal Seres Mária a Facebookon létrehozott SMS képviselői csoport tagjai számára megnevezte a párt európai parlamenti választási kampányának fő témáját: a halálbüntetés visszaállítását célzó népszavazás lehetővé tételének követelését.

## Személye körüli viták, „kamupártok” alapításának vádja
Egy tényfeltáró dokumentumfilmben (Rablópártok), melyet Gulyás Márton forgatott a „kamupártokról”, azzal vádolják, hogy a népszavazáshoz 2008-ban gyűjtött aláírásokkal visszaélve anyagi haszonért, és a Fidesz számára előnyös, a szavazatok elaprózása érdekében hozott létre férjével (Stekler Ottóval) együtt több pártot is. A film állítása és bizonyítékai szerint az elmúlt két választás során társaikkal kétmilliárd forintnál is több állami támogatást tüntethettek el a hozzájuk kötődő különböző, tényleges politikai tevékenységet nem végző, csak a választásokon történő részvétel, és az ezzel járó támogatások megszerzése érdekében alapított hat „kamupárton” keresztül. Ezek a pártok annak ellenére össze tudták gyűjteni az induláshoz szükséges aláírásokat, hogy nem vettek részt a közéletben, és a nagyközönség előtt gyakorlatilag ismeretlenek voltak, amihez hozzájárulhatott a népszavazáshoz 2008-ban az aláíróktól gyűjtött adatok is. Seres egy videóban azt állítja, hogy a film manipulatív módon vágta össze a megszólalókat, közel 100 hamis állítás szerepel benne és kifejezetten az ő és családja lejáratására, valakik megrendelésére és anyagi támogatásával készült a film, így az nem egy hiteles dokumentumfilm általában véve a „rablópártokról”. Seres Mária a vádakat tagadja, azokra videók sorozatával reagált.
Az MTI közleménye szerint 2020 júliusában különösen nagy értékű költségvetési csalás miatt emelt vádat a Szabolcs-Szatmár-Bereg Megyei Főügyészség Seres Mária és Stekler Ottó ellen, miután a 2014-es országgyűlési választások idején az akkor alapított Seres Mária Szövetségesei (SMS) kampánytevékenységére hivatkozva 117 millió forint állami támogatást használtak fel jogszerűtlenül.